# Zeno-Watch Basel
Zeno-Watch Basel è un marchio svizzero d'orologio, fondata nel 1868, che opera con il nome di Zeno dal 1922. Zeno-Watch Basel è un'azienda indipendente specializzata nella produzione di orologi per l'aviazione.

## Storia
L'azienda è stata fondata nel 1868 dall'orologiaio Jules Godat a La Chaux-de-Fonds. Nel 1920 la fabbrica viene acquistata dalla famiglia Eigeldinger di Basilea, la quale orienta la produzione verso orologi militari in acciaio, argento, oro e platino. Nel 1922 l'azienda acquisisce il nome di Zeno in onore del filosofo greco Zenone.
Una delle prime creazioni basilesi fu il primo orologio per sub sotto vuoto “Compressor” che venne presentato per la prima volta nel 1969 alla fiera degli orologi e dei gioielli.
Oggi Zeno Watch Basel è uno degli ultimi marchi indipendenti in Svizzera, che produce orologi meccanici e al quarzo con display analogici. Gli orologi sono anche in dotazione ai sommozzatori dell'esercito svizzero

## Numeri
Il marchio occupa 28 persone in Svizzera e ha una produzione di circa 40000 orologi all'anno. (28000 pezzi con meccanismo al quarzo e 11000 con movimento meccanico). L'orologio è venduto in 42 paesi in circa 700 punti vendita.